# Goldman Sachs
The Goldman Sachs Group, Inc. is een internationaal opererende investeringsbank. Goldman Sachs is tevens gespecialiseerd in het aanbieden van financiële diensten aan multinationals en overheden.

## Oprichting
Goldman werd in 1869 opgericht door Marcus Goldman, een Duits-joodse immigrant in Amerika. Tussen 1870 en 1890 werd Samuel Sachs, Goldmans schoonzoon, partner in het bedrijf en veranderde de naam van de bank in Goldman Sachs.
In 1999 kreeg het bedrijf zelf een beursnotering aan de New York Stock Exchange. De aandelen werden tegen een introductiekoers van US$ 53 per aandeel aan beleggers verkocht en dit leverde het bedrijf ruim US$ 3,5 miljard op. Henry Paulson was op het moment van de beursgang de CEO van Goldman Sachs.

## Activiteiten
Het hoofdkantoor is sinds 2010 gevestigd in Lower Manhattan (New York) op 200 West Street. Goldman Sachs heeft verder kantoren in verschillende grote financiële districten zoals New York, Chicago, Los Angeles, Frankfurt, Zürich, Parijs, Londen, Hongkong, Milaan, Sydney, Tokio en Toronto.
Goldman Sachs adviseert enkele van de grootste bedrijven financieel, evenals overheden en enkele van de rijkste families ter wereld. Veel oud-bankiers van Goldman Sachs, zoals Mario Draghi en Mario Monti, bekleden vooraanstaande posities in de politiek en op de effectenbeurs.
Als gevolg van de kredietcrisis werd Goldman Sachs op 22 september 2008 omgevormd van zakenbank tot een financiële holding, om zo van de Amerikaanse ondersteuningsmaatregelen te kunnen profiteren.
Op 11 april 2022 kocht Goldman Sachs de vermogensbeheerder NN Investment Partners (NN IP) van NN Group. Goldman Sachs betaalde hiervoor 1,5 miljard euro. Na de overname blijven NN Group en Goldman Sachs Asset Management nog voor een periode van 10 jaar intensief samenwerken, waarbij het gecombineerde bedrijf vermogensbeheerdiensten zal blijven leveren aan NN Group. Met deze overname voegt Goldman Sachs ruim 300 miljard euro aan vermogen in beheer toe en verder nog zo'n 60 miljard euro onder advies. Er werken bij NN IP wereldwijd ongeveer 900 mensen, verdeeld over 15 landen, die allemaal zijn overgegaan naar de nieuwe eigenaar.

### Resultaten
Goldman Sachs heeft sinds 2000 een snelle groei doorgemaakt. Deze groei kwam in 2008 door de kredietcrisis ten einde. Ondanks de grote verliezen die wereldwijd in de financiële sector zijn geleden, is het bedrijf erin geslaagd alle jaren met een nettowinst af te sluiten. In 2015 nam het bedrijf een grote voorziening voor het verpakken van waardeloze hypotheken in zogenaamde aantrekkelijke beleggingsproducten. Zonder deze voorziening zou de nettowinst 3 miljard dollar hoger zijn uitgekomen en de rentabiliteit eigen vermogen met 3,8%-punt. In 2020 nam het een voorziening van 3 miljard dollar voor mogelijke kredietverliezen in verband met de coronapandemie, maar dit bleek te pessimistisch en in 2021 was dit bedrag gereduceerd naar 0,3 miljard dollar. De belastingdruk op de winst is zo'n 20%. Goldman Sachs telt wereldwijd ruim 46.000 medewerkers, waarvan de helft in Noord- en Zuid-Amerika, 30% in Azië en 20% in Europa, Midden-Oosten en Afrika.
| Jaar | Totaal inkomsten | Netto- resultaat | Balans- totaal  | Eigen vermogen  | Rentabiliteit eigen vermogen | Werknemers |
| Jaar | (× US$ miljoen)  | (× US$ miljoen)  | (× US$ miljoen) | (× US$ miljoen) | Rentabiliteit eigen vermogen | Werknemers |
| ---- | ---------------- | ---------------- | --------------- | --------------- | ---------------------------- | ---------- |
| 2000 | 16.590           | 3067             | 289.760         | 16.530          | 18,6%                        | 22.600     |
| 2005 | 25.238           | 5626             | 706.804         | 28.002          | 20,1%                        | 23.600     |
| 2006 | 37.665           | 9537             | 838.201         | 35.786          | 26,7%                        | 26.500     |
| 2007 | 45.987           | 11.599           | 1.119.796       | 42.800          | 27,1%                        | 30.500     |
| 2008 | 22.222           | 2322             | 884.547         | 64.369          | 3,6%                         | 34.500     |
| 2009 | 45.173           | 13.385           | 848.942         | 70.714          | 18,9%                        | 32.500     |
| 2010 | 39.161           | 8354             | 911.332         | 77.356          | 10,8%                        | 35.700     |
| 2011 | 28.811           | 4442             | 923.225         | 70.379          | 6,3%                         | 33.300     |
| 2012 | 34.163           | 7475             | 938.355         | 75.716          | 9,9%                         | 32.400     |
| 2013 | 34.206           | 8040             | 911.507         | 78.467          | 10,2%                        | 32.900     |
| 2014 | 34.528           | 8477             | 855.842         | 82.797          | 10,2%                        | 34.000     |
| 2015 | 33.820           | 6083             | 861.395         | 86.728          | 7,0%                         | 36.800     |
| 2016 | 30.608           | 7398             | 860.165         | 86.658          | 9,4%                         | 34.400     |
| 2017 | 32.730           | 4286             | 916.776         | 85.959          | 4,9%                         | 33.600     |
| 2018 | 36.616           | 10.459           | 931.796         | 85.238          | 13,3%                        | 36.600     |
| 2019 | 36.546           | 8466             | 992.968         | 90.265          | 10,0%                        | 38.300     |
| 2020 | 44.560           | 9459             | 1.163.000       | 96.000          | 11,1%                        | 40.500     |
| 2021 | 59.339           | 21.635           | 1.436.000       | 110.000         | 23,0%                        | 43.900     |
| 2022 | 47.365           | 11.261           | 1.442.000       | 117.000         | 10,2%                        | 48.500     |
| 2023 | 46.254           | 8516             | 1.642.000       | 117.000         | 7,5%                         | 45.300     |
| 2024 | 53.512           | 14.276           | 1.676.000       | 119.000         | 12,7%                        | 46.500     |

## Kredietcrisis
Tijdens de Kredietcrisis kwam Goldman Sachs met enige regelmaat onder vuur te liggen. Kritiek werd onder meer geuit in begin 2010 op de rol die men had gespeeld bij door de Griekse regering afgesloten valutaswaps. In april 2010 werd bekend dat toezichthouder Securities and Exchange Commission (SEC) Goldman Sachs zou dagvaarden ter zake van beweerde fraude met herverpakte hypotheken.
Diverse Nederlandse Tweede Kamerleden stelden op 21 april 2010 voor dat de Nederlandse overheid haar relatie met Goldman Sachs zou heroverwegen. Op 27 april 2010 werden diverse functionarissen van Goldman Sachs door de Amerikaanse Senaat ondervraagd over de wijze waarom verpakte hypotheken verkocht waren; onder meer bleek een (toenmalige) functionaris van Goldman Sachs een transactie in een interne e-mail als "one shitty deal" te hebben omschreven. Tevens werd GS-handelaar Fabrice Tourre ondervraagd, die in een e-mail aan zijn toenmalige vriendin de door hem opgezette financiële producten (met subprime hypotheken als onderliggende waarden) in kritische termen had beschreven: ze waren "pure intellectual masturbation", “a ‘thing’, which has no purpose, which is absolutely conceptual and highly theoretical and which nobody knows how to price”. Tourre omschreef zich als "the only potential survivor" van de betrokkenen bij dergelijke transacties.
In het verslag ("Form 10-Q") over het eerste kwartaal 2010 aan de SEC maakte Goldman Sachs gewag van diverse geschillen waarin men inmiddels betrokken was. Men duidde deze juridische problemen als "mogelijk ernstig". Tevens sloot Goldman Sachs niet uit dat, buiten de reeds aangevangen of aangekondigde rechtszaken, andere rechtszaken tegen hen gestart zouden kunnen worden.
In juni 2010 spande het failliete Australische hedgefonds Basis Capital een rechtszaak aan tegen Goldman Sachs op de grond dat Goldman hen welbewust dubieuze beleggingen (CDO's geheten Timberwolf) had verkocht, hetgeen tot hun faillissement geleid had; Goldman Sachs ontkende een en ander.
Op 15 juli 2010 werd bekend dat Goldman Sachs het conflict met de SEC had geschikt voor een bedrag van US$ 550 miljoen. Als onderdeel van de schikking erkende Goldman Sachs dat het prospectus "incomplete information" bevatte. De rechtszaak tegen Fabrice Tourre werd, ondanks de schikking, voortgezet. Van het door Goldman Sachs te betalen bedrag was US$ 250 miljoen bestemd voor gedupeerde beleggers.
In maart 2012 verscheen in The New York Times een ontslagbrief van voormalig vicepresident Greg Smith, waarin hij zich beklaagt over het feit dat de sfeer binnen het bedrijf vergiftigd en vernietigend is en dat het belang van de klanten nauwelijks meetelt. Het management noemde de klanten volgens hem "muppets". In oktober 2012 bracht Greg Smith het boek Why I Left Goldman Sachs: A Wall Street Story uit, waarin hij nader ingaat op de handelswijze van zijn voormalige werkgever.
De kwestie van de rommelhypotheken uit 2008 werd uiteindelijk in april 2016 geschikt met de Amerikaanse justitie voor US$ 5,1 miljard (4,4 miljard euro). Het bedrijf koopt daarmee de beschuldigingen af voor het verpakken en doorverkopen van waardeloze hypotheken verpakt als aantrekkelijke beleggingsproducten. Deze handelswijze was een belangrijkste oorzaak van de kredietcrisis.

## Strafrechtelijke aanpak
Topbestuurder Rajat Gupta van de bank werd in 2012 veroordeeld tot een celstraf van twee jaar wegens handel met voorkennis.
De bank en zijn medewerkers kochten in juli 2020 voor US$ 3,9 miljard een strafvervolging in Maleisië af, na fraude bij een 1MDB. Het investeringsfonds 1MDB werd in 2009 opgericht om de economische ontwikkeling in Maleisië te stimuleren, maar naar schatting zijn miljarden dollars uit het fonds op ongeoorloofde wijze verdwenen. Ook de Amerikaanse autoriteiten kregen een bedrag van US$ 2 miljard uit een schikking met Goldman sachs. De Securities and Futures Commission (SFC) in Hongkong gaf een boete van US$ 350 miljoen voor de rol in het 1MDB schandaal, de hoogste boete ooit opgelegd door deze toezichthouder. In totaal heeft Goldman Sachs US$ 6,5 miljard betaald in deze affaire. In oktober 2020 maakte het bekend bij werknemers, waaronder David Solomon en voormalige CEO Lloyd Blankfein, US$ 174 miljoen terug te eisen. Ze hebben beloningen in het verleden gekregen terwijl zij in grote mate verantwoordelijk waren voor de misstanden waarvoor Goldman Sachs nu is beboet.

## Bekende alumni
- Joshua Bolten, ex-Stafchef van het Witte Huis
- Mario Draghi, president Europese Centrale Bank
- Steven Mnuchin, minister van Financiën Verenigde Staten
- Mario Monti, ex-premier van Italië
- Loukas Papadimos, ex-premier van Griekenland en ex-vicepresident van de Europese Centrale Bank
- Henry Paulson, ex-minister van Financiën Verenigde Staten
- Romano Prodi, ex-voorzitter van de Europese Commissie en ex-premier van Italië
- Malcolm Turnbull, ex-federale leider van de Liberal Party of Australia
- Karel van Miert, ex-voorzitter SP
- Friso van Oranje-Nassau van Amsberg, Nederlandse Prins
- Robert Zoellick, ex-voorzitter van de Wereldbank